# کالالپیتیا
کالالپیتیا (به لاتین: Kalalpitiya) یک منطقهٔ مسکونی در سری‌لانکا است که در استان مرکزی (سری‌لانکا) واقع شده‌است.